# Улица Дыбенко (Санкт-Петербург)
У́лица Дыбе́нко — улица в Невском районе Санкт-Петербурга. Является одной из основных транспортных магистралей Весёлого Посёлка. Она проходит от Октябрьской набережной до проспекта Солидарности. На участке от Дальневосточного проспекта до проспекта Солидарности посередине улицы проходят трамвайные пути.

## История
Улица получила свое название 26 января 1970 года в честь революционера П. Е. Дыбенко. Ранее, с 1969 года, обозначалась в проектной документации под рабочим названием Заречная улица.
Застройка этой территории жилыми домами началась в конце 1960-х годов. В 1972 году через реку Оккервиль был открыт мост Дыбенко; ради его постройки было изменено русло реки — ранее она протекала чуть восточнее. Название моста официально не присваивалось, оно возникло в 1970-х годах.
Согласно проекту детальной планировки, утверждённому в 1971 году, улица Дыбенко должна была пересекать Дальневосточный проспект и проходившую вдоль него железную дорогу по путепроводу. Ради него сделали задел: боковые проезды улицы Дыбенко возле дома 11 симметрично отдаляются от основной проезжей части, чтобы была возможность устроить въезд на путепровод. Однако путепровод так и не был построен, а актуальным генеральным планом Санкт-Петербурга строительство здесь транспортной развязки не предусмотрено.
В 1987 году на перекрёстке проспекта Большевиков и улицы Дыбенко была открыта станция метро «Улица Дыбенко». Она расположилась на территории парка Есенина.
Ранее начальный участок улицы Дыбенко был тупиковым — от Октябрьской набережной до железнодорожных путей, которые проходили вдоль Дальневосточного проспекта. В 2022 году застройщик жилого комплекса на улице Дыбенко, 8, построил северную половину 300-метрового участка от Дальневосточного проспекта на запад, а в 2023 году ожидается завершение строительства южной половины. В будущем город намерен найти возможность для прокладки участка до Октябрьской набережной.
В квартале юго-восточнее пересечения улицы Дыбенко с проспектом Большевиков было запланировано строительство технопарка «Ингрия». Реализация проекта остановилась примерно в 2012 году на стадии инженерного обеспечения. В 2021 году власти сообщали, что прорабатывают различные варианты реализации проекта, в том числе с привлечением частных инвестиций.

## Застройка
- № 2 — жилой дом (2021[9])
- № 3 — жилой дом (2024[10])
- № 4, корпус 1, — жилой дом (2018[11])
- № 4, корпус 2, — жилой дом (2018[11])
- № 5, корпус 1, — жилой дом (2020[12])
- № 5, корпус 2, — детский сад (2023[13])
- № 5, корпус 3, — жилой дом (2021[14])
- № 5, корпус 4, — школа (2024[15])
- № 5, корпус 5, — паркинг (2025[16])
- № 5, корпус 6, — жилой дом (2021[14])
- № 5, корпус 7, — жилой дом (2021[14])
- № 6, корпус 1, — торговый центр (2019[16])
- № 6, корпус 2, — жилой дом (2018[11])
- № 7, корпус 1, — жилой дом (2022[17])
- № 7, корпус 2, — жилой дом (2022[17])
- № 7, корпус 3, — жилой дом (2022[17])
- № 8, корпус 1, — жилой дом (2020[18])
- № 8, корпус 2, — жилой дом (2019[19])
- № 8, корпус 3, — жилой дом (2019[20])

## Транспорт

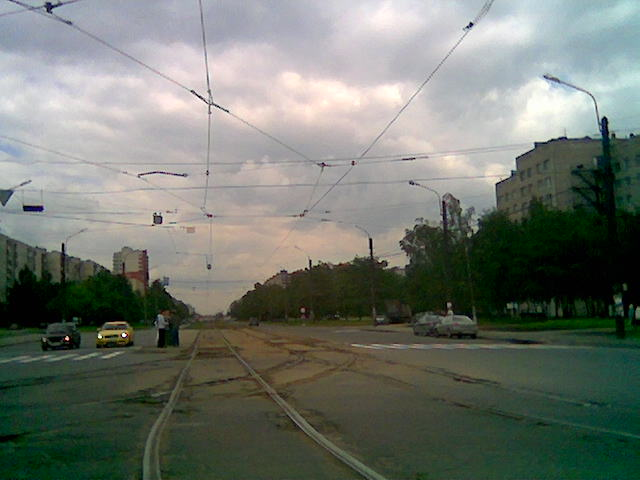
Трамвайные пути на улице Дыбенко, 2007 год

### Трамвайные маршруты
- № А (к/ст. «Река Оккервиль» — ул. Дыбенко — ул. Коллонтай — пр. Солидарности — ул. Дыбенко — к/ст. «Река Оккервиль») (кольцевой)
- № 7 (пр. Солидарности, 19 — Малая Охта)
- № 23 (пр. Солидарности, 19 — пл. Ленина)
- № 27 (к/ст. «Река Оккервиль» — Рыбацкое)
- № 65 (к/ст. «Река Оккервиль» — Невский завод)

## Пересечения
- Октябрьская набережная
- Дальневосточный проспект
- Искровский проспект
- проспект Большевиков
- Товарищеский проспект
- река Оккервиль (мост Дыбенко)
- проспект Солидарности